# Spinalnerve
En spinalnerve er en blandet nerve, der fører motoriske, sensoriske og autonome signaler mellem rygmarven og kroppen. I mennesket er der 31 par spinalnerver, en på hver side af rygsøjlen. Disse grupperes i de tilsvarende cervikal-, thorakal-, lumbar-, sakral- og coccygealregionerne på rygsøjlen. Der er otte par cervikalnerver, tolv par thorakale nerve, fem par lumbalnerver, fem par sakralnerver, og et par coccygealnerver. Spinalnerverne er en del af det perifere nervesystem.